# Sahira Begum Siraj Al Banat
Sahira Begum Siraj Al Banat, född 1902, var en afghansk prinsessa och aktivist. 
Hon var dotter till Habibullah Khan och Sarwar Sultana Begum samt syster till kung Amanullah Khan av Afghanistan. Hon gifte sig med general Taj-i-Afghan ‘Ali Ahmad Jan Shaghasi, som var Kabuls guvernör 1925-1929. 
Hennes bror Amanullah Khan besteg tronen 1919 och iscensatte ett radikalt moderniseringsprogram i Afghanistan, som också inkluderade kvinnors frigörelse. Hans drottning Soraya Tarzi, mor och flera av hans systrar agerade förebilder för den nya kvinnorollen genom att lämna purdah, visa sig offentligt utan slöja och i västerländska kläder samt engagera sig i offentliga uppdrag. 
Sahira Begum utnämndes 1924 till ordförande för det nya kvinnosjukhuset Masturat. Hon grundade tillsammans med sin svägerska drottning Soraya Tarzi kvinnoföreningen Anjuman-i Himayat-i-Niswan 1928, som leddes av hennes syster Kubra Jahan Begum.